# Interstate H-1
Interstate H-1 (afgekort H-1, ook wel Queen Liliuokalani Freeway genoemd) is een Interstate Highway op het eiland Oahu (Hawaï) in de Verenigde Staten.

## Externe link

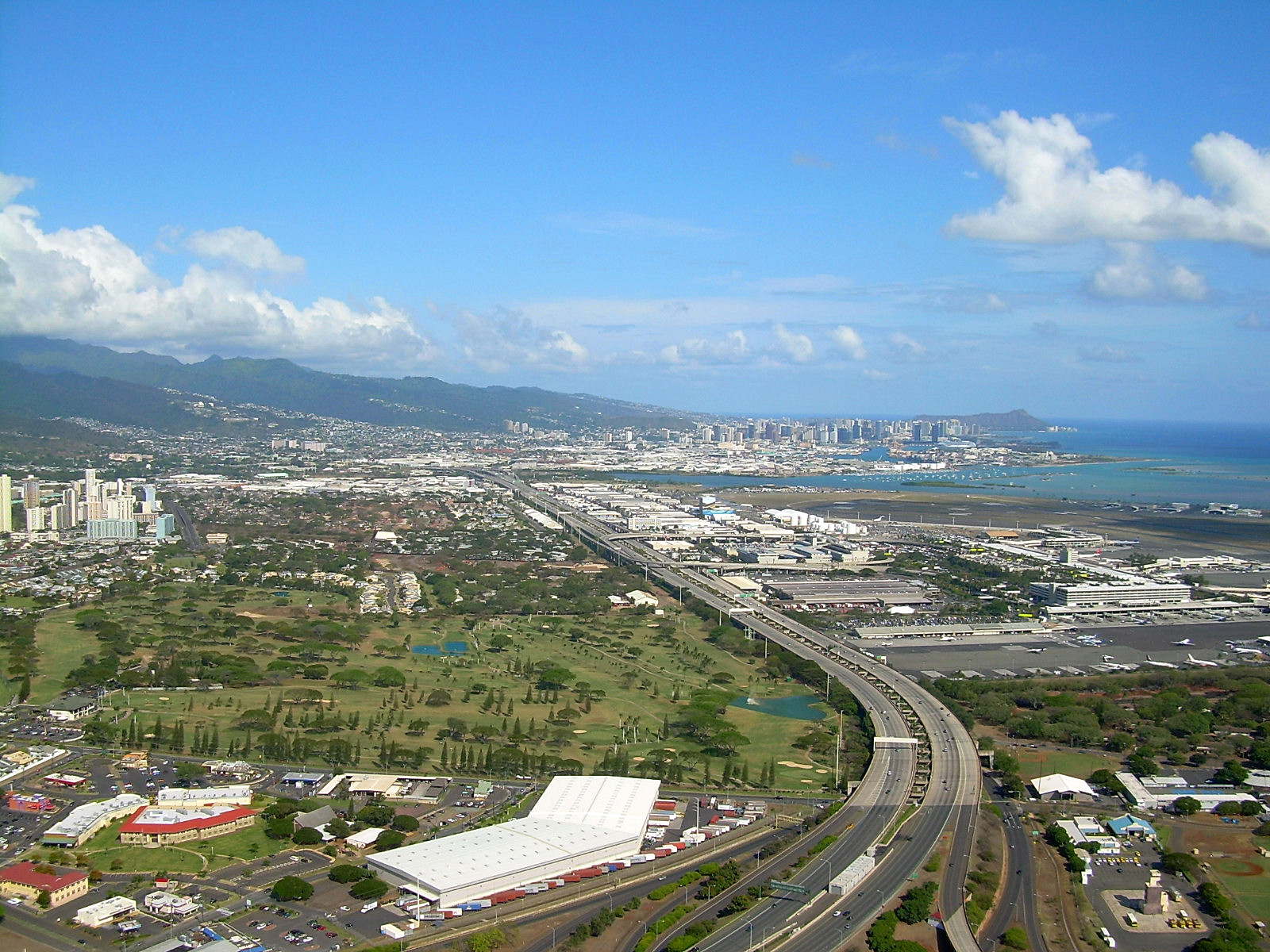
Interstate H-1, met aan de rechterkant Honolulu International Airport en op de achtergrond Honolulu